# Laura Paola Monts Ruíz
Laura Paola Monts Ruiz es una activista y política nayarita, nació el 4 de mayo de 1992 en la ciudad de Tepic, Nayarit. Militante Fundadora de Morena (partido político) en Nayarit. Diputada de morena en el distrito 12 en el año 2021 y hasta el 2024.

## Biografía
Nació el 4 de mayo de 1992 en la ciudad de Tepic, Nayarit. Es egresada del Instituto Tecnológico de Tepic de la carrera de Ingeniería en Gestión Empresarial; egresada de la maestría en administración y gestión electoral del estado de Nayarit. Emprendedora de su propia marca de desodorantes LAMONT ; desodorante libre de químicos relacionados al cáncer de mama.

## Trayectoria política
Elegida para la Secretaría de la Mujer en el Comité Ejecutivo Municipal de morena Tepic en el año 2013; electa como Consejera Estatal y como Secretaria de jóvenes del Comité Ejecutivo estatal de morena Nayarit en el año 2015 al 2021. Certificada en 2016 como consultora empresarial por el Consejo Nacional de Competencias Laborales.
En el proceso electoral 2017 participó como candidata a regidora por morena en la demarcación 9 de Tepic. Diputada de morena en el distrito 12 por el principio de mayoría relativa en el año 2021.
En el Congreso del Estado de Nayarit es presidenta de la Comisión de Participación Ciudadana y Anticorrupción, así mismo forma parte como presidenta de la Comisión Especial de Enjuiciamiento, presidenta de la Comisión Especial de Investigación en materia de feminicidios, vicepresidenta de la Comisión de Salud y Seguridad Social secretaria de la Comisión de Industria, Comercio y Turismo
Vocal de la Comisión de Gobernación y Puntos Constitucionales, vocal de la Comisión de Hacienda, Cuenta Pública y Presupuesto

## Iniciativas presentadas
Creación de la Comisión Especial de Investigación en Feminicidios . Aprobada por unanimidad (Logro que en 2022 fuimos el estado que menos feminicidios presentó a nivel nacional y en la historia de Nayarit).
Establecer como Delito la Pornografía Infantil en Nayarit. Aprobada por Unanimidad.
Prohibición de Terapias de Conversión. Aprobada en comisión.
Agregar a la ley de educación, educar con perspectiva de género y mecanismos para La paz y la no violencia. Aprobada por Unanimidad.
Agregar al código penal el delito de abuso sexual en Nayarit. Aprobada por unanimidad.
Modificación del código civil Del estado de Nayarit para permitir el matrimonio a personas contagiadas del virus de inmunodeficiencia humana (VIH).
Modificación a la ley para la juventud del estado de Nayarit para mayor visibilidad y reconocimiento a la comunidad juvenil que lucha por la igualdad de género y la comunidad LGBTTTIQ.
Iniciativa para tipificar el delito de violencia ácida en el estado de Nayarit.
Aprobación de ley donde se quita la Patria Potestad a padres o tutores que violen a sus hijas o hijos. Aprobada por unanimidad.
Iniciativa para modificar la Ley de educación del estado de Nayarit a fin de fomentar la Inteligencia Emocional.  
Iniciativa para un gobierno, justicia y parlamento abiertos, donde se busca; la transparencia en las instituciones, la rendición de cuentas y la participación ciudadana.
Iniciativa para que sea delito en Nayarit la Pederastia. Aprobada por Unanimidad.

## Premios o reconocimientos
- Gran Nayar por el compromiso político y social (2023)
- Reconocimiento de la Comisión Nacional de Derechos Humanos por su iniciativa aprobada por unanimidad, de la modificación del código civil para permitir el matrimonio a personas contagiadas del virus de inmunodeficiencia humana . (VIH).
- Las 100 Mujeres en política más influyentes de México. (2024)